# North American Hockey League (1973-1977)
Pour les articles homonymes, voir North American Hockey League (homonymie).
La North American Hockey League (également désignée par le sigle NAHL) est une ligue professionnelle de hockey sur glace ayant existé de 1973 à 1977.

## Historique
En 1973, la ligue de hockey de l'est (Eastern Hockey League) qui en est à sa seconde forme (une forme amateur de 1933 à 1953 et une forme professionnelle de 1953 à 1973) suspend ses activités au profit de la Southern Hockey League et de la North American Hockey League.
La Ligue commence ses activités pour la saison 1973-74. Le commissaire de la ligue est John Timmins et le président est Bill Rocheleau. La ligue suspend ses activités à la fin de la saison 1976-77. Elle disparaît le 24 septembre 1977 à la suite d'un vote majoritaire des gouverneurs en faveur de sa dissolution. Pour assurer l'existence des Blazers de Syracuse et la viabilité de la ligue, les autres équipes auraient dû débourser 50 000 dollars chacune. Les propriétaires ont préféré le démantèlement du circuit
Le film La Castagne (Slap Shot, ou Lancer frappé au Québec) de George Roy Hill (1977) s'est inspiré de la North American Hockey League.

## Franchises engagées
- Jaros de la Beauce (1975-1976)
- Dusters de Broome County (1973-1977)
- Norsemen de Buffalo (1975-1976)
- Cubs du cap Cod (1973-1974) puis Cape Codders (1974-1976)
- Blades d'Érié (1975-1977)
- Jets de Johnstown (1973-1977)
- Cougars de Long Island (1973-1975)
- Nordiques du Maine (1973-1977)
- Comets de Mohawk Valley (1973-1977)
- Firebirds de Philadelphie (1974-1977)
- Blazers de Syracuse (1973-1977)

## Coupe Lockhart
La liste ci-dessous reprend les différents vainqueurs des séries éliminatoires de la ligue.
- 1977 - Blazers de Syracuse
- 1976 - Firebirds de Philadelphie
- 1975 - Jets de Johnstown
- 1974 - Blazers de Syracuse